# 최양비
최양비(1995년 6월 20일 ~ )는 세화여고출신의 배구선수이다. 포지션은 리베로이고 2013년 신인드래프트에서 3라운드 4순위로 현대건설 힐스테이트에 지명되었다.

## 약력
- 세화여중졸업
- 세화여고졸업
- 2013년 현대건설 힐스테이트3라운드4순위지명

## 수상내역
- 제 68회 남녀배구종별선수권대회 최우수선수(여고부)